# 汤于翰
汤于翰（英語：Hans Tang Yuhan；1913年—2014年5月25日），香港医学家、癌学专家，原香港中华医学会会长，汤氏基金创办人，浙江宁波镇海城关人。汤于翰精通数国语言，是个素食者，其妻是著名演员陈云裳。

## 生平
湯于翰早年毕业于上海医科大学，获医学博士学位，后留学比利时，获比利时鲁汶天主教大学医学博士学位。是国际外科医学院院士，美国胸腔科医学院院士，美国心脏科医学院院士，香港内科医学院院士，香港心脏科医学院院士，香港医学专科学院院士，英国皇家内科学院院士。曾任国际外科医学学院香港院长、香港中华医学会会长，亦是香港賽馬會資深會員、馬主。

## 名下馬匹
汤于翰曾在香港賽馬會擁有名下馬「萬里長城」、「核子天下」、「核子空前」、「秦始皇」、「精氣神」（BE054），而他的綵衣樣式亦與南非共和國大馬主Mary Slack名下的「撼天鐵翼」相同（黑衫，紅帽）。